# Christian Sprenger
Christian Sprenger, född 6 april 1983 i Ludwigsfelde i dåvarande Östtyskland, är en tysk tidigare handbollsspelare (högersexa). Han spelade 86 landskamper och gjorde 185 mål för Tysklands landslag.

## Meriter i urval
Klubblag
- Champions League-mästare: 2010 och 2012 med THW Kiel
- EHF-cupmästare 2007 med SC Magdeburg
- Tysk mästare: 2010, 2012, 2013, 2014 och 2015 med THW Kiel
- Tysk cupmästare: 2011, 2012, 2013 och 2017 THW Kiel

Landslag
- EM 2006 i Schweiz: 5:a
- VM 2009 i Kroatien: 5:a
- EM 2010 i Österrike: 10:a
- EM 2012 i Serbien: 7:a (All star-team som bäste högersexa)